# Lindiwe Mazibuko
Lindiwe Mazibuko (9 april 1980) is een Zuid-Afrikaans politica  Ze studeerde aan de Universiteit van Kaapstad en schreef haar proefschrift over de Demokratiese Alliansie. Sedert 2009 was zij de nationale woordvoerder van de Demokratiese Alliansie (Democratische alliantie). Van oktober 2011 tot mei 2014 diende zij als fractievoorzitter van de DA in het Zuid-Afrikaanse parlement. In april 2012 sprak zij op het congres van D66.

## Nkandla
Na het bekend worden van de bouw van een uitgebreide versterkte nederzetting in Nkandla als privéwoning van President Zuma trachtte Mazibuko een motie van wantrouwen tegen de president in het parlement in behandeling te doen nemen. De ANC-voorzitter van het parlement wees dat echter als onserieus van tafel. Na gerechtelijke stappen dwong de rechter echter het parlement in november 2012 om de motie toch in behandeling te nemen, maar de voorzitter schoof het nu op de lange baan: de motie zou pas na de ANC-conferentie in Mangaung waar Zuma opnieuw als leider aangewezen zou worden, in februari 2013 behandeld worden. Ditmaal mocht een gang naar de rechter niet baten. De regels van het parlement stonden blijkbaar toe dat een motie van wantrouwen als "niet dringend" beschouwd mocht worden. In Februari 2013 werd vervolgens gezegd dat de motie inmiddels verlopen was omdat deze in het vorige jaar ingediend was. Mazibuko speelde een sleutelrol in het bijeenbrengen van een coalitie van alle oppositiepartijen die vastbesloten is opnieuw een motie van wantrouwen in te dienen. Hoewel deze coalitie diametraal tegenover elkaar staande partijen bevat als het PAC en AZAPO aan de enige kant en VF+ aan de andere, was er zelfs sprake van mogelijke samenwerking voor de verkiezingen van 2014.

## Rol van het parlement
Mazibuko's acties in het parlement moeten ook gezien worden in het licht van het feit dat de bijzonder grote ANC-meerderheid die daar sinds 1994 aan de macht is het belang van het parlement geen goed gedaan heeft. Veel beslissingen worden intern in de ANC genomen, waarna het parlement er ook zijn goedkeuring aan verwacht wordt te geven. Met de groei van de DA tot een steeds geloofwaardiger oppositiepartij tracht Mazibuko het parlement weer tot het centrum van de besluitvorming te maken.
In haar eigen woorden:
2012 has been an eventful year for Parliament. The Democratic Alliance (DA) has worked hard to restore Parliament to its rightful place as the centre of robust debate and policy development on important issues affecting South Africa.

## Verwijzingen
1. ↑  AWEPA 5 apr 2012[dode link]
2. ↑  Daily Maverick 22 nov 2012
3. ↑  Die Burger 22 november 2012[dode link]
4. ↑  Mail & Guardian 15 feb 2013. Gearchiveerd op 17 mei 2022.
5. ↑  Facebook-bijdrage 13 dec 2012. Gearchiveerd op 5 april 2024.